# Ruská ženská fotbalová reprezentace
Ruská ženská fotbalová reprezentace reprezentuje Rusko na mezinárodních fotbalových akcích, jako je mistrovství světa žen nebo ženský turnaj na olympijských hrách.
Kvůli invazi na Ukrajinu byla ruská ženská fotbalová reprezentace 28. února 2022 vyloučena ze soutěží, které pořádá UEFA a FIFA. Ruský fotbalový svaz se proti rozhodnutí neúspěšně odvolal k Mezinárodní sportovní arbitráži.

## Olympijské hry
| Rok    | Účast                                           | Soupisky |
| ------ | ----------------------------------------------- | -------- |
| 1996   | Nekvalifikovaly se                              |          |
| 2000   | Nekvalifikovaly se                              |          |
| 2004   | Nekvalifikovaly se                              |          |
| 2008   | Nekvalifikovaly se                              |          |
| 2012   | Nekvalifikovaly se                              |          |
| 2016   | Nekvalifikovaly se                              |          |
| Celkem | Účast – 0× Zlato – 0×, Stříbro – 0×, Bronz – 0× |          |

## Mistrovství světa
| Rok    | Účast                                           | Soupisky |
| ------ | ----------------------------------------------- | -------- |
| 1991   | Bez účasti                                      |          |
| 1995   | Nekvalifikovaly se                              |          |
| 1999   | Prohra ve čtvrtfinále s Čínou                   |          |
| 2003   | Prohra ve čtvrtfinále s Německem                |          |
| 2007   | Nekvalifikovaly se                              |          |
| 2011   | Nekvalifikovaly se                              |          |
| 2015   | Nekvalifikovaly se                              |          |
| 2019   | Nekvalifikovaly se                              |          |
| 2023   |                                                 |          |
| Celkem | Účast – 2× Zlato – 0×, Stříbro – 0×, Bronz – 0× |          |

## Mistrovství Evropy
| Rok    | Účast                                           | Soupisky |
| ------ | ----------------------------------------------- | -------- |
| 1993   | Nekvalifikovaly se                              |          |
| 1995   | Nekvalifikovaly se                              |          |
| a 1997 | Základní skupina                                |          |
| 2001   | Základní skupina                                |          |
| 2005   | Nekvalifikovaly se                              |          |
| 2009   | Základní skupina                                |          |
| 2013   | Základní skupina                                |          |
| 2017   | Základní skupina                                |          |
| 2021   | Vyloučeny                                       |          |
| Celkem | Účast – 5× Zlato – 0×, Stříbro – 0×, Bronz – 0× |          |